# Manú (voetballer)
Manú, voetballersnaam van Emanuel de Jesus Bonfim Evaristo, (Lissabon, 28 augustus 1982) is een Portugees voetballer (vleugelspeler) die sinds 2010 voor de Poolse eersteklasser Legia Warschau uitkomt. Voordien speelde hij onder andere voor SL Benfica en AEK Athene.

## Carrière
- 2000-2004: FC Alverca
  - 2001-2002: SC Lourinhanense (huur)
- 2004-2008: SL Benfica
  - 2004-2005: Modena FC (huur)
  - 2005: AC Carpenedolo (huur)
  - 2005-2006: Estrela Amadora (huur)
  - 2007-2008: AEK Athene (huur)
- 2008-2010: Maritimo Funchal
- 2010-... : Legia Warschau